# Železniško postajališče Notranje Gorice
Železniško postajališče Notranje Gorice je eno izmed železniških postajališč v Sloveniji, ki oskrbuje bližnje naselje Notranje Gorice.